# II. Flakkorps
La II. Flakkorps, littéralement « 2e corps de défense antiaérienne », est une unité militaire de l'armée de l'air du Troisième Reich, la Luftwaffe, durant la Seconde Guerre mondiale.

## Installation
L'État-major du II. Flakkorps s'installe le 3 octobre 1939 dans la 6. Flieger-Division, et ce jusque 1940, dans la ville de Francfort-sur-le-Main sous le commandement du General der Flieger (littéralement « Général des aviateurs ») Otto Deßloch.
Lui étaient subordonnés les organisations et régiments suivants, pour la défense aérienne du Reich :
- Régiment antiaérien 201
- 1er corps du 6e régiment de défense antiaérienne
- 2e corps du 26e régiment de défense antiaérienne
- 64e régiment de défense antiaérienne
- 73e régiment de défense antiaérienne
- Régiment antiaérien 202
- 1er corps du 23e régiment de défense antiaérienne
- 1er corps du 37e régiment de défense antiaérienne
- 1er corps du 61e régiment de défense antiaérienne
- 77e régiment de défense antiaérienne

ainsi que le 102e régiment aérien regroupé avec le régiment de logistique.
Après la réussite de la Campagne de Pologne, il était le précité du Groupe d'armées Nord sous le commandement du Feldmarschal Fedor von Bock en octobre 1939, en Occident, sous le nouveau nom Groupe d'armées B. Dans le cas d'une attaque allemande, dans les airs, le corps anti-aérien doit, avec ses organisations affiliées, protéger ce groupe, en les soutenant dans le combat au sol. Cependant, l'attaque allemande après la Campagne de Pologne a échoué et a finalement terminé dans la bien connue Drôle de guerre.

## Campagne de l'Ouest
Au début de la bataille de France, les organisations de la défense anti-aérienne du II. Flak-Korps ont contribué dans une large mesure à celle-ci. Le 201ème régiment de défense antiaérienne était appelé dans cette campagne. Les unités de l'armée furent déployées à la forteresse de Maubeuge mais aussi durant la Bataille de Dunkerque, dans la défense du Pont Abbeville. Ceci a également imputé le 103ème régiment (ce nom était un nom de code, comprendre par cela Hermann Göring, général allemand, chef de la Luftwaffe, qui a notamment combattu pour gagner la Meuse et le Canal Albert ou encore participé à l'occupation de Bruxelles. Ceci a été suivi par de lourds combats sanglants en Flandre, ayant pour conséquence la prise de la ville de Liège et la Bataille de Hannut, la plus grande bataille de chars dans la campagne de l'ouest.
En ce qui concerne l'Opération Seelöwe, des mesures structurelles dans la lutte anti-aérienne ont été prises, mais défaites par rejet de la société. À la mi-Décembre 1940, des organisations subordonnées du corps ont été exposées. Le 16 décembre 1940, le corps était :
- Pour le 40e régiment antiaérien, à la porte de St Nazaire, Nantes et Challans.
- Pour le 45e régiment antiaérien, à la porte de La Rochelle et Biscarrosse.

Là, le commandement général est resté jusque Mars 1941, puis sera déplacé dans le cadre de l'opération Barbarossa en URSS.